# M809 5tトラック
M809 5tトラックシリーズは、1970年代にアメリカ合衆国で開発・運用された、6×6輪駆動の5tトラックである。

## 概要
M809 5tトラックシリーズは、1970年代に、M54 5tトラックシリーズをベースに開発された、6×6輪駆動の積載量5tクラスの軍用トラックである（オフロードで約5トン、舗装道路では10トン近くの積載量を持つ）。1950年代、1960年代に生産されたM54シリーズの多くがベトナム戦争を通じて損耗・消耗しており、これらの代替として、M54トラックシリーズを生産していたAMゼネラル社によって開発、生産された。基本的な構造はM54シリーズとほとんど同じであるが、相違点として、エンジンはM54A2系のマルチフューエルエンジンから、カミンズ社製NHC-250ディーゼルエンジンに換装されている。このエンジンは民間向けのトラックで既に使用され、定評のあるものであった。加えて、ブレーキの強化やパワーステアリングなどにより、車体重量は、M54系に比べ500Kgほど増加しているものの、全体としてM54系よりも扱い易く改良されている。外観的には、エンジン換装に伴い、エンジンフード中央部およびフロントグリルが前方に約18cm延長され、M54では右フェンダー上に装備されていたエアクリーナーが左フェンダーに移っている。フロントグリル自体のデザインも初期にはほとんどM54系と同じであったが、後期にはパイプフレームを装着した独特のスタイルとなった。
M809シリーズは1970年から生産が始まり、1980年からは後継のM939 5tトラックが登場したが、併行して引き続き生産、運用が続けられ、1988年末までにアメリカ軍向けだけで38,000台を生産、さらに輸出向けに1992年まで生産が続けられ、総生産数は92,000台以上となっている。M809シリーズにはM54シリーズと同様、レッカー型やダンプ型などの派生型が存在する他、輸出先でも様々な派生車両が開発され、運用された。
1980年には、AMゼネラル社、ホワイト・モーター社による改良パックである、EMS（Enhanced Mobility System, 機動力強化システム）が開発された。主な内容としては、タイヤ空気圧の自動調整装置と、そのためのパイピングシステム、および14.00×R20の大径ラジアルタイヤの装着で、路面の状態によって運転席から自動でタイヤの空気圧を4段階に変更出来るという物であった（適用により、後輪はダブルタイヤからシングルタイヤになる）。この改良パックは1983年頃からキット形式で部隊に配布され、既存のM809シリーズに適用されテストされた。その結果、1989年頃からは海兵隊向けM809の新規生産分、およびM939シリーズに組み込まれ、M939シリーズについては同時にエンジン換装などが行われ、M939A2"ビッグフット"シリーズとしてリリースされたが、M809シリーズについては、改良パックを適用した車両でも形式番号は変更されておらず、単にEMSパック装着車と呼称されている。

## 形式

### トラックシャーシ
荷台（車体後部）を装備していない、車台とキャブ（運転席）のみの形式である。
M809 Truck Chassis
179インチ（4.5m）、ロングホイールベースのトラックシャーシ。荷台の無い、キャブとシャーシのみの状態での制式番号。
M809A1 Truck Chassis
179インチ（4.5m）、ロングホイールベースのトラックシャーシ。荷台の無い、キャブとシャーシのみの状態での制式番号。
M810 Truck Chassis
179インチ（4.5m）、ロングホイールベースのトラックシャーシ。荷台の無い、キャブとシャーシのみの状態での制式番号。
M811 Truck Chassis
179インチ（4.5m）、ロングホイールベースのトラックシャーシ。荷台の無い、キャブとシャーシのみの状態での制式番号。
M811A1 Truck Chassis
179インチ（4.5m）、ロングホイールベースのトラックシャーシ。荷台の無い、キャブとシャーシのみの状態での制式番号。
M811A2 Truck Chassis
215インチ（5.5m）、エクストラロングホイールベースのトラックシャーシ。荷台の無い、キャブとシャーシのみの状態での制式番号。
M812 Truck Chassis
215インチ（5.5m）、エクストラロングホイールベースのトラックシャーシ。荷台の無い、キャブとシャーシのみの状態での制式番号。
M812A1 Truck Chassis
215インチ（5.5m）、エクストラロングホイールベースのトラックシャーシ。荷台の無い、キャブとシャーシのみの状態での制式番号。この車台は、ロケットランチャー型のベースとして使用された。

### カーゴトラック型
M813 Truck Cargo
179インチ（4.5m）、ロングホイールベースのカーゴトラック型。シリーズの実質的な基本型に相当する。
M813A1 Truck Cargo
179インチ（4.5m）、ロングホイールベースのドロップサイドカーゴトラック型。荷物の積み下ろしの際、荷台の側板を倒す事が可能。
M814 Truck Cargo
215インチ（5.5m）、エクストラロングホイールベースのカーゴトラック型。

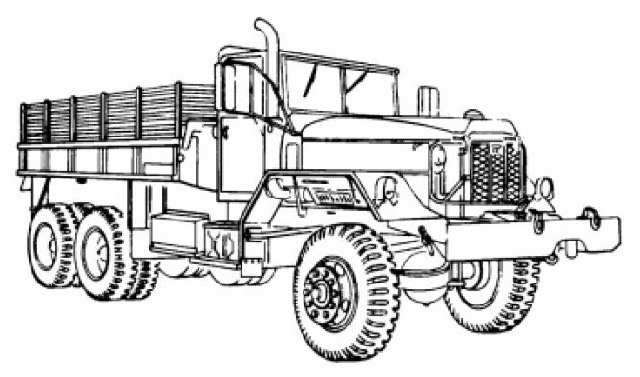
M813 カーゴトラック
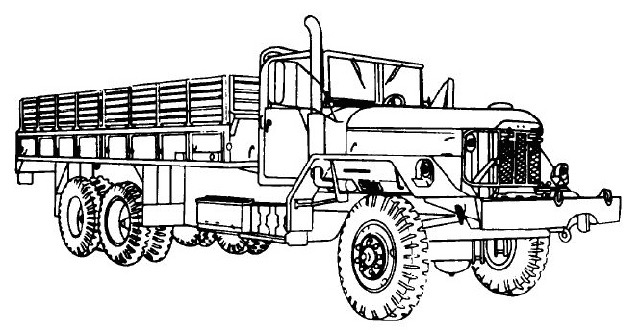
M814 カーゴトラック

### その他の派生型
M815 Truck Bolster
179インチ（4.5m）のロングホイールベース。M54シリーズのM748と同様、長尺資材を載せて運搬する為に、シャーシ後部に梁が装着されている。全てウィンチ装備。
M816 Truck Wrecker Medium
179インチ（4.5m）のロングホイールベース。M54シリーズのM62、M543と同様に、大型クレーンを搭載したレッカー型。全てウィンチ装備。
M817 Truck Dump
167インチ（4.2m）のショートホイールベース。M54シリーズのM51と同様の、ダンプトラック型。荷台にはベンチシートおよび幌を装着可能で、兵員輸送用途にも使用された。
M818 Truck Tractor
167インチ（4.2m）のショートホイールベース。M54シリーズのM52と同様の、牽引用トラクター型。セミトレーラー等の牽引に使用された。
M819 Truck Tractor Wrecker
215インチ（5.5m）のエクストラロングホイールベース。M54シリーズのM246と同様の、トラクター/レッカー兼用型。トラクター用牽引装置と、回転式のクレーンを両方装備している。全てウィンチ装備。
M820 Van Expansible
215インチ（5.5m）のエクストラロングホイールベース。M54シリーズのM291と同様の、荷台がパネルバンタイプのトラック。側板上部には窓がある。ウィンチは未装備。
M820A1 Van Expansible
215インチ（5.5m）のエクストラロングホイールベース。M820とほとんど同じだが、側板上部に窓が無い。ウィンチは未装備。
M820A2 Van Expansible
215インチ（5.5m）のエクストラロングホイールベース。M820とほとんど同じだが、後部にハイリフト・ゲートが装備されている。ウィンチは未装備。
M821 Truck Bridging, Stake Transporter
215インチ（5.5m）のエクストラロングホイールベース。M54シリーズのM139と同様の、架橋用資材の運搬に使用される工兵隊向け車両。全てウィンチ装備。

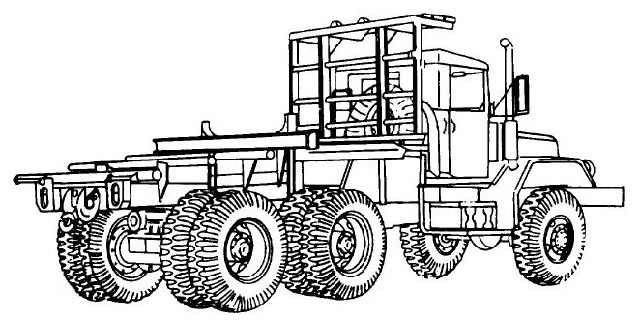
M815 ボルスタートラック
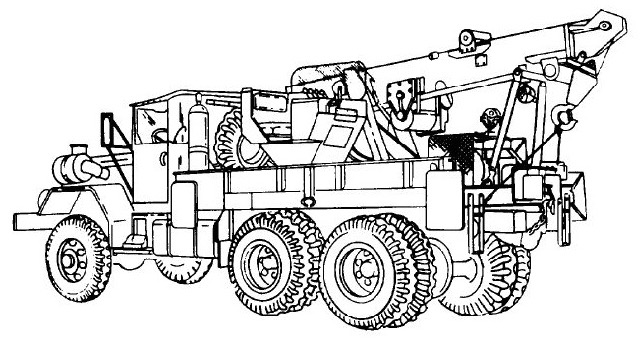
M816 レッカー
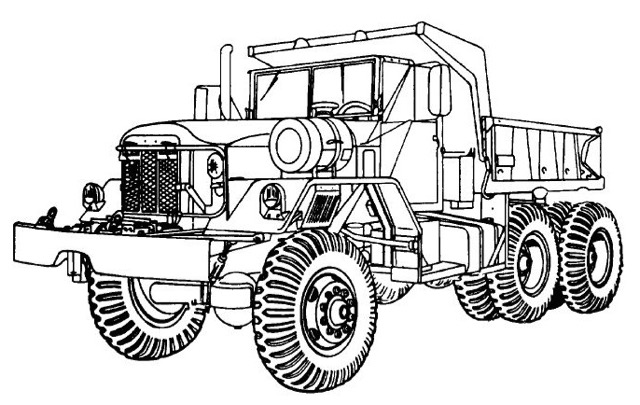
M817 ダンプトラック
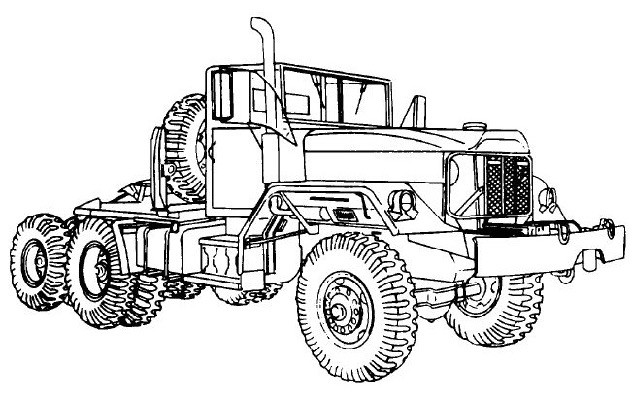
M818 トラクタートラック
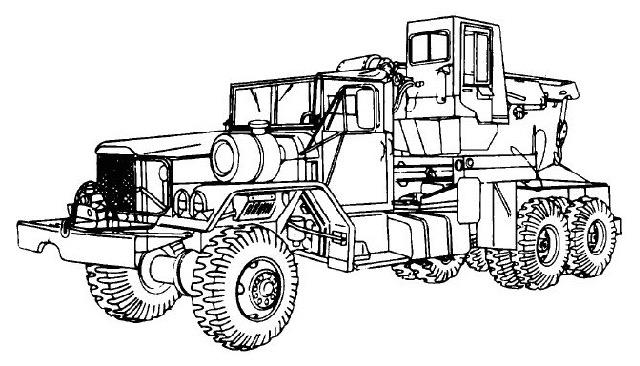
M819 トラクター/レッカー
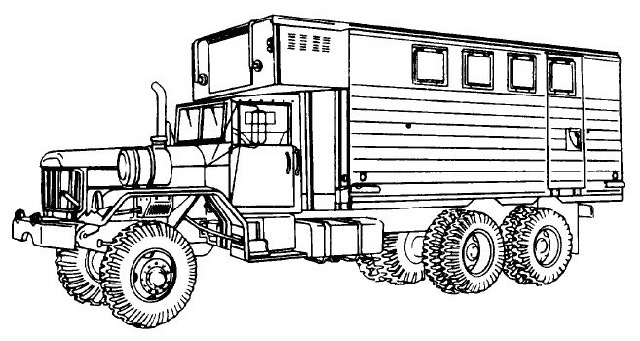
M820 パネルバントラック
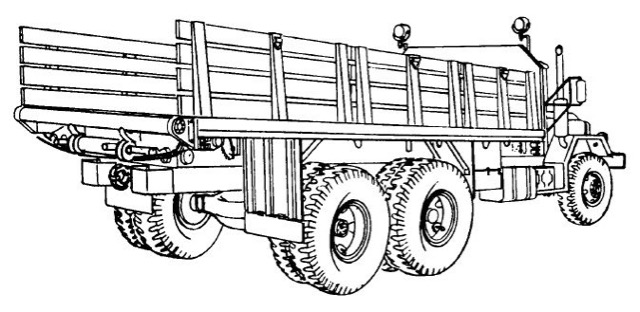
M821 フラットベッドトラック

## 画像

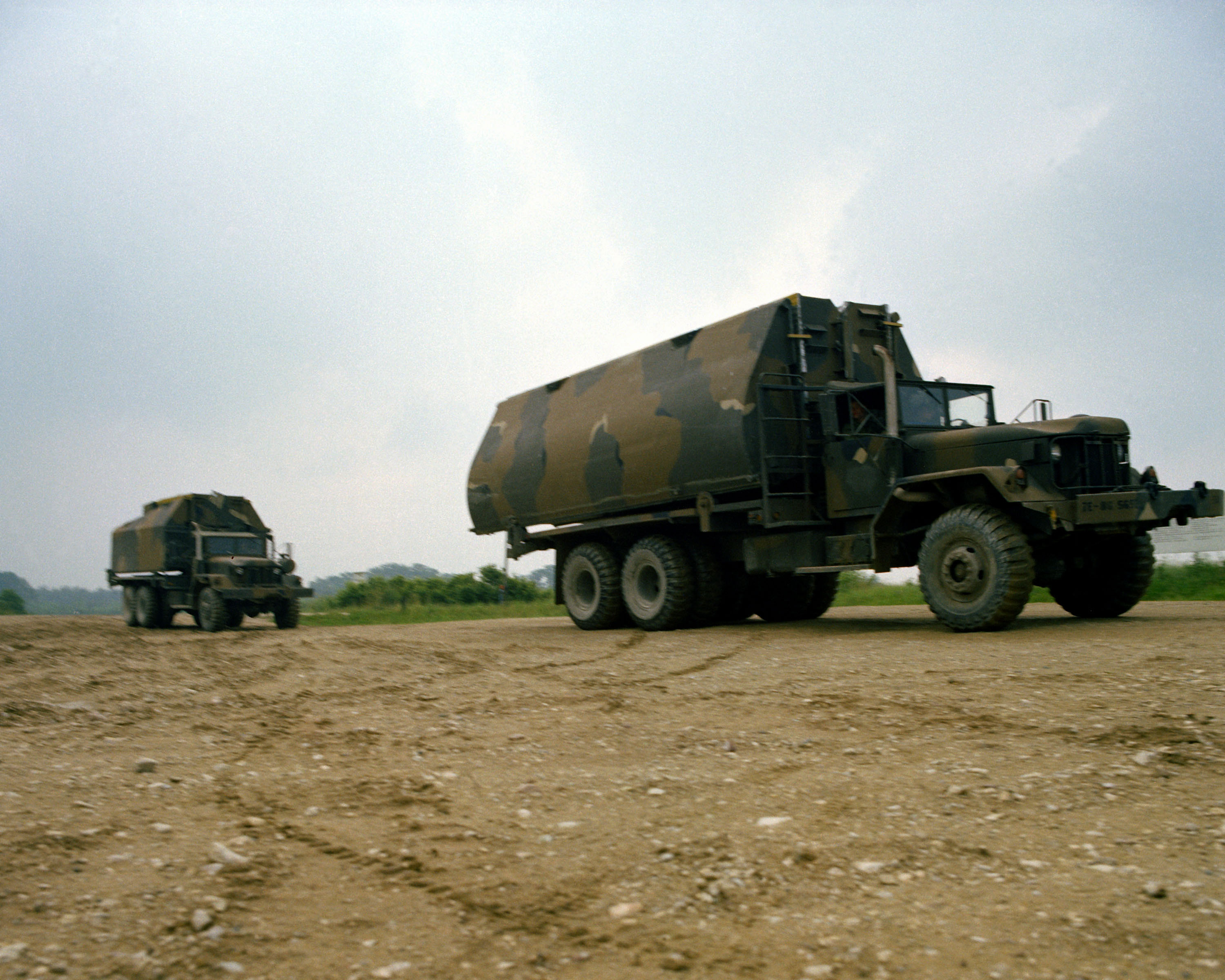
浮航橋を積載したM809系トラック。リフォージャー演習時のアメリカ軍車両、1978年。
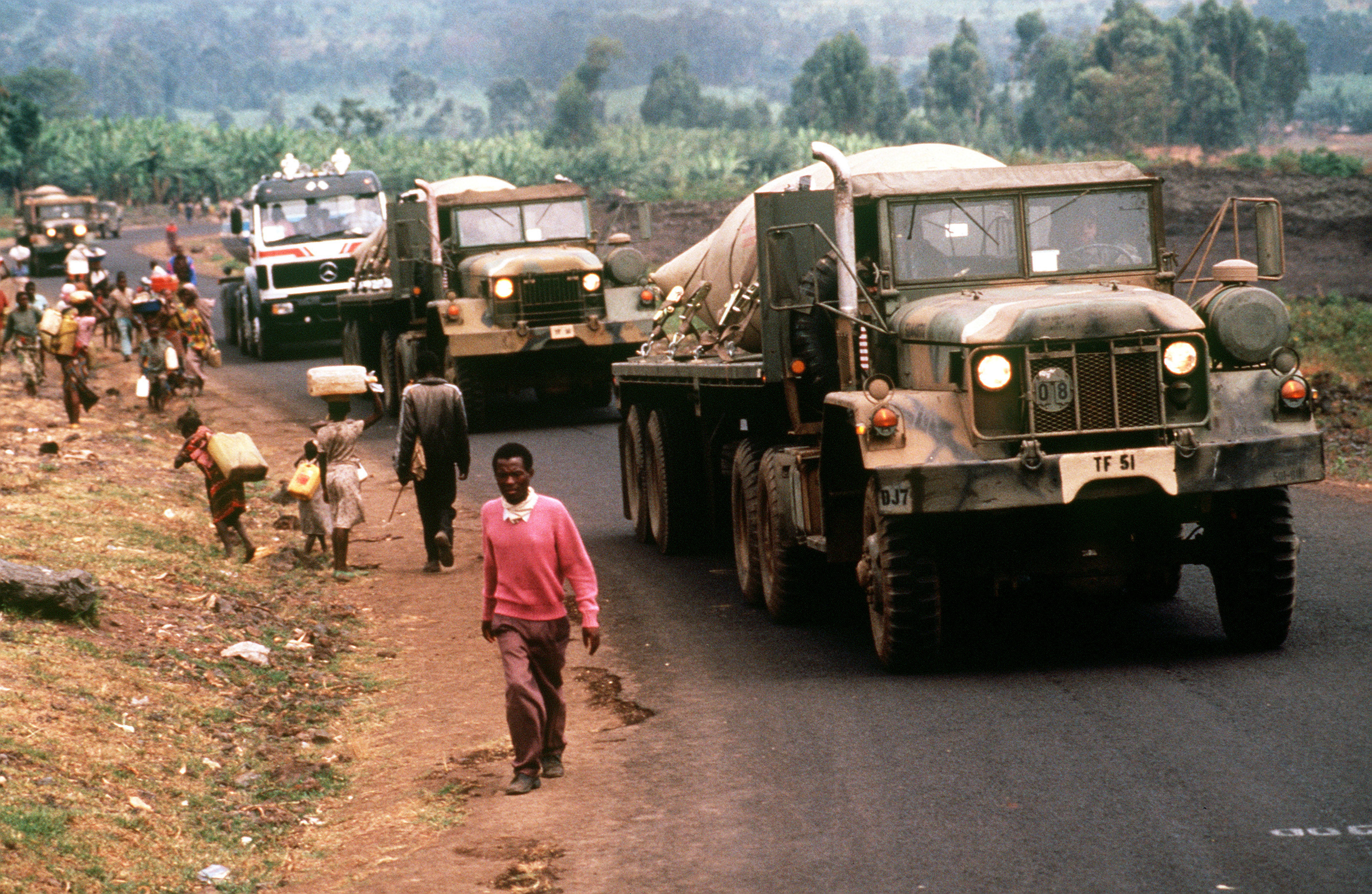
ザイールに派遣されたアメリカ軍のM818。1994年。前の車両は後期型、後ろの車両は前期型のフロントグリル。
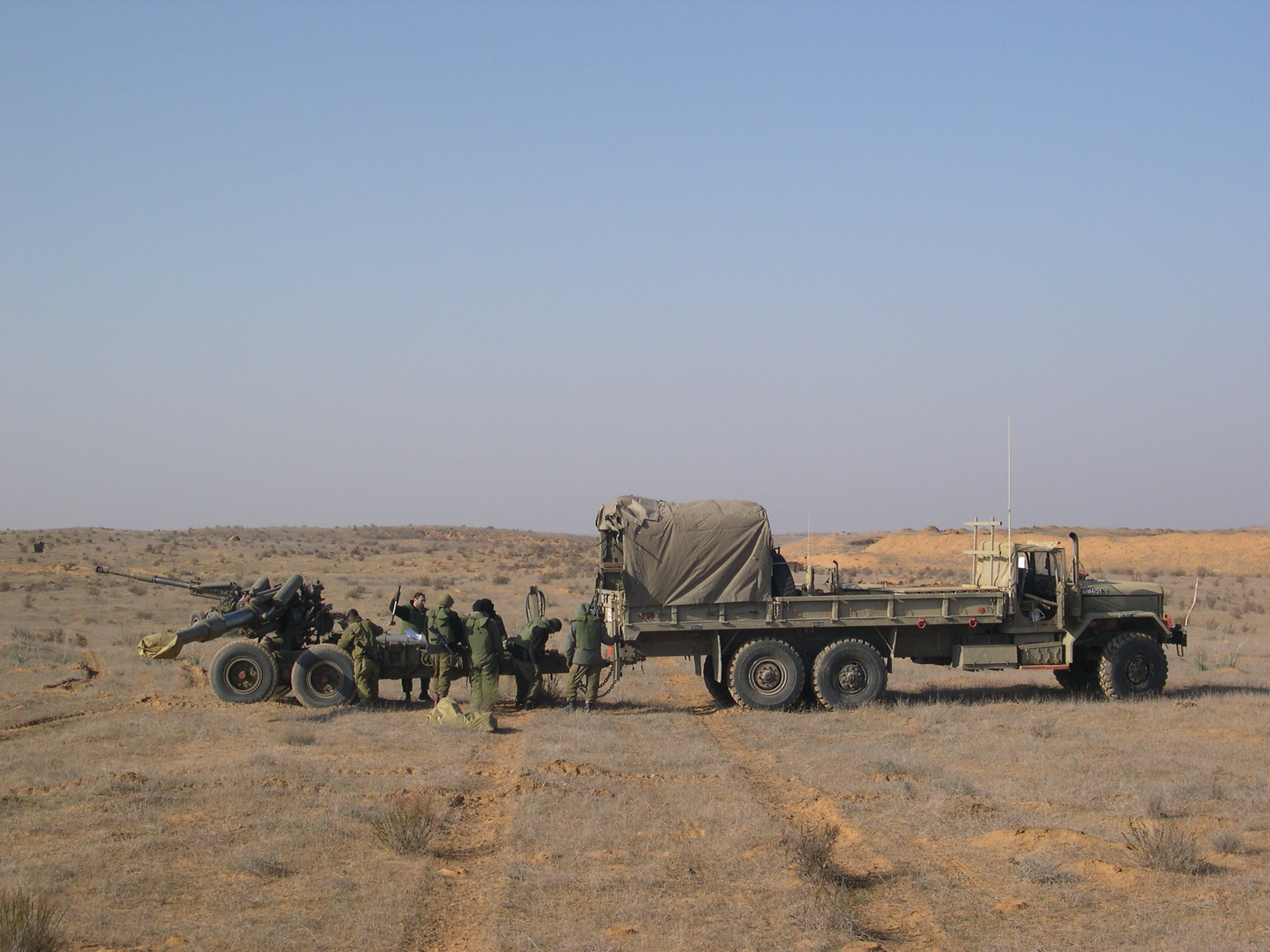
ソルタムM71 155mm榴弾砲を牽引する、イスラエル国防軍の長車体型M814カーゴトラック。。
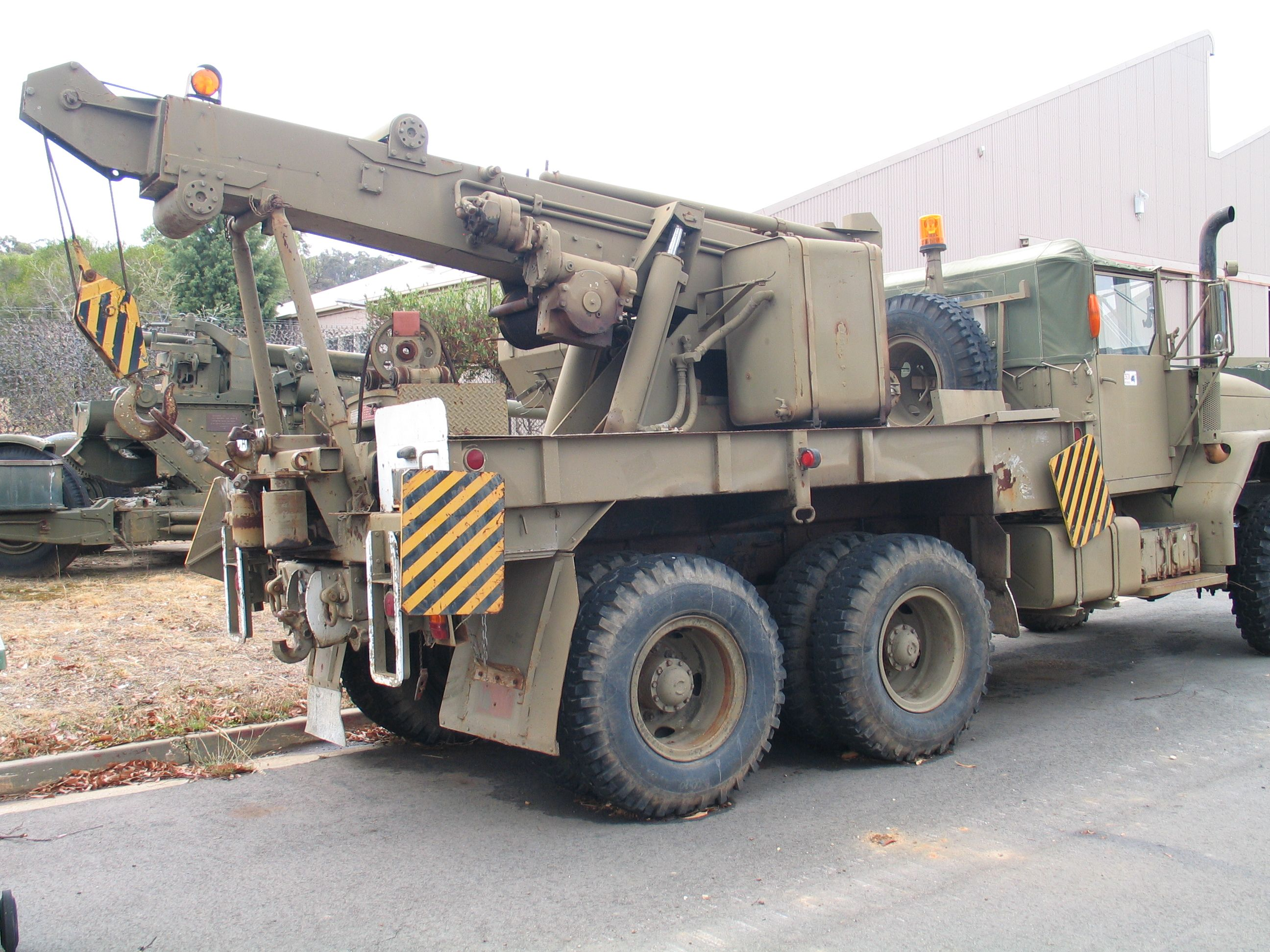
オーストラリア軍のM816レッカー。
ピナトゥボ火山の大噴火後、瓦礫処理にあたるM817ダンプトラック。1991年。
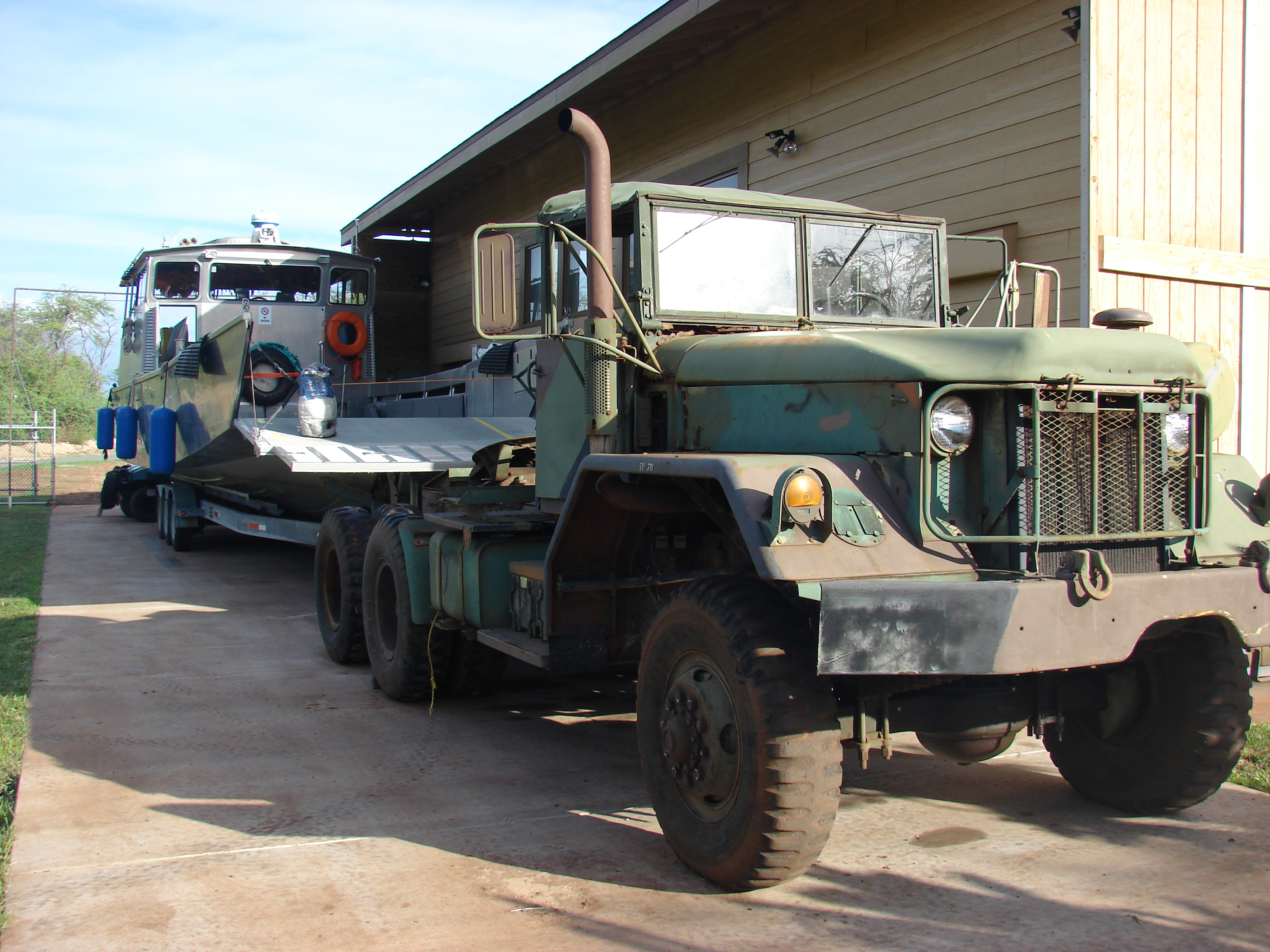
ハワイで船舶を牽引するM818トラクター。フロントグリルにパイプフレームを装着した後期型。
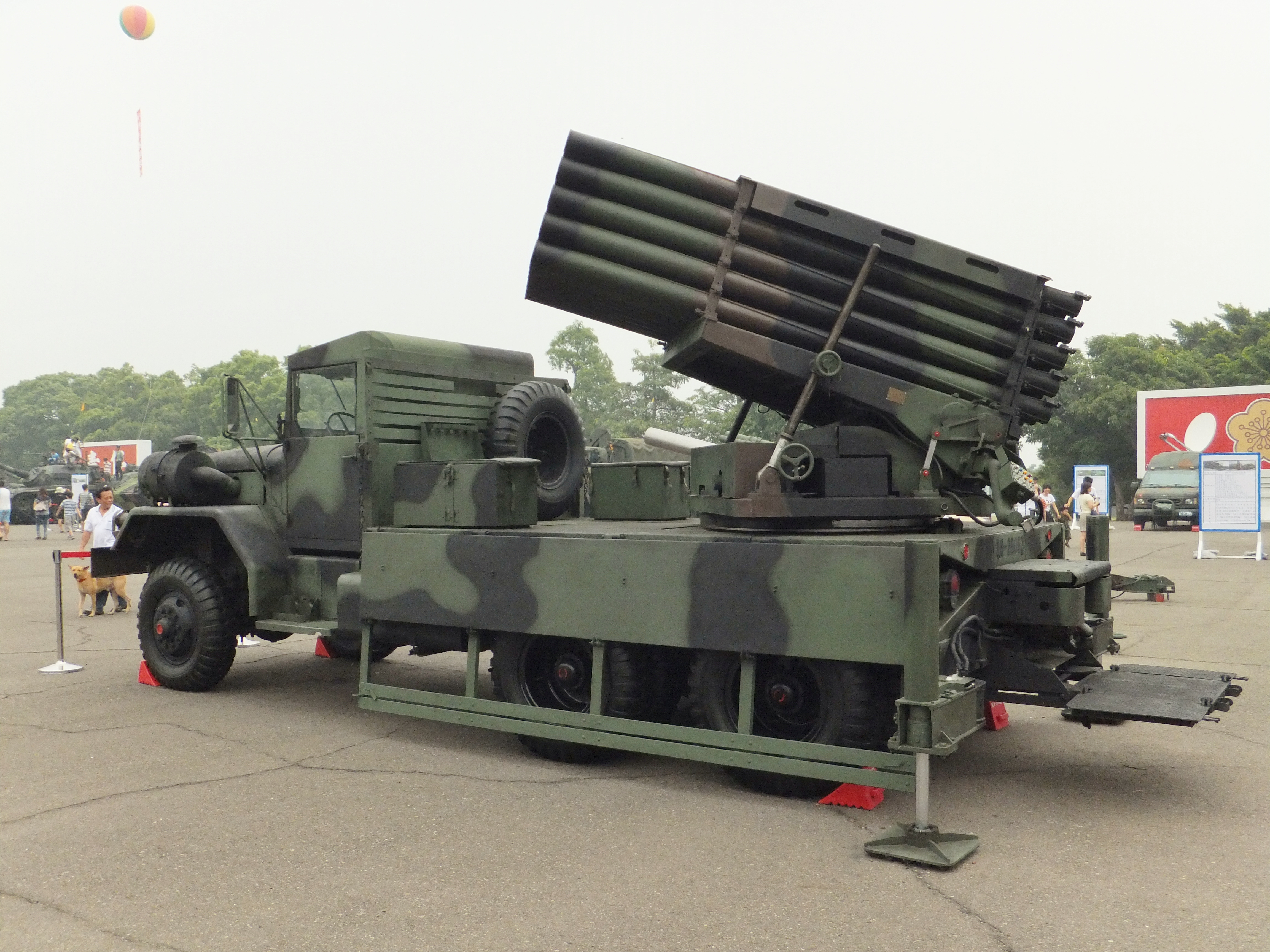
台湾軍のM809系トラック。2011年。多連装ロケットランチャーを搭載した派生車種。
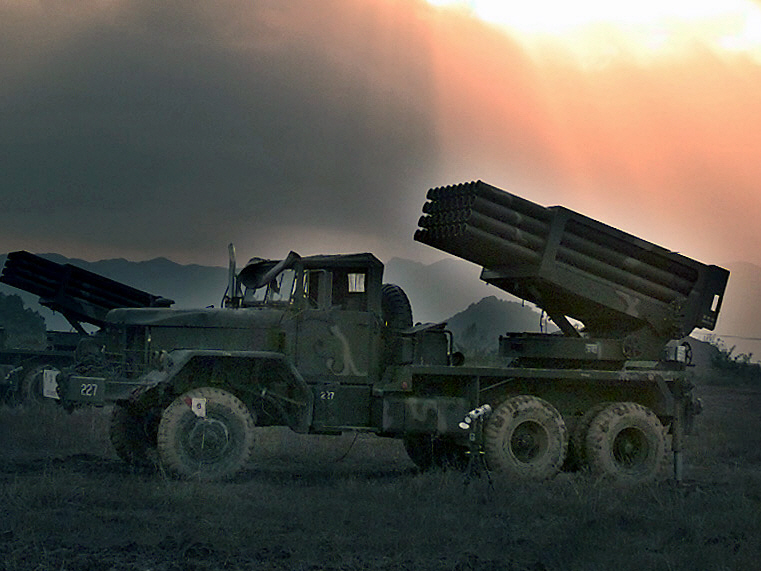
韓国軍のM809系トラック。1998年。多連装ロケットランチャーを搭載した派生車種。
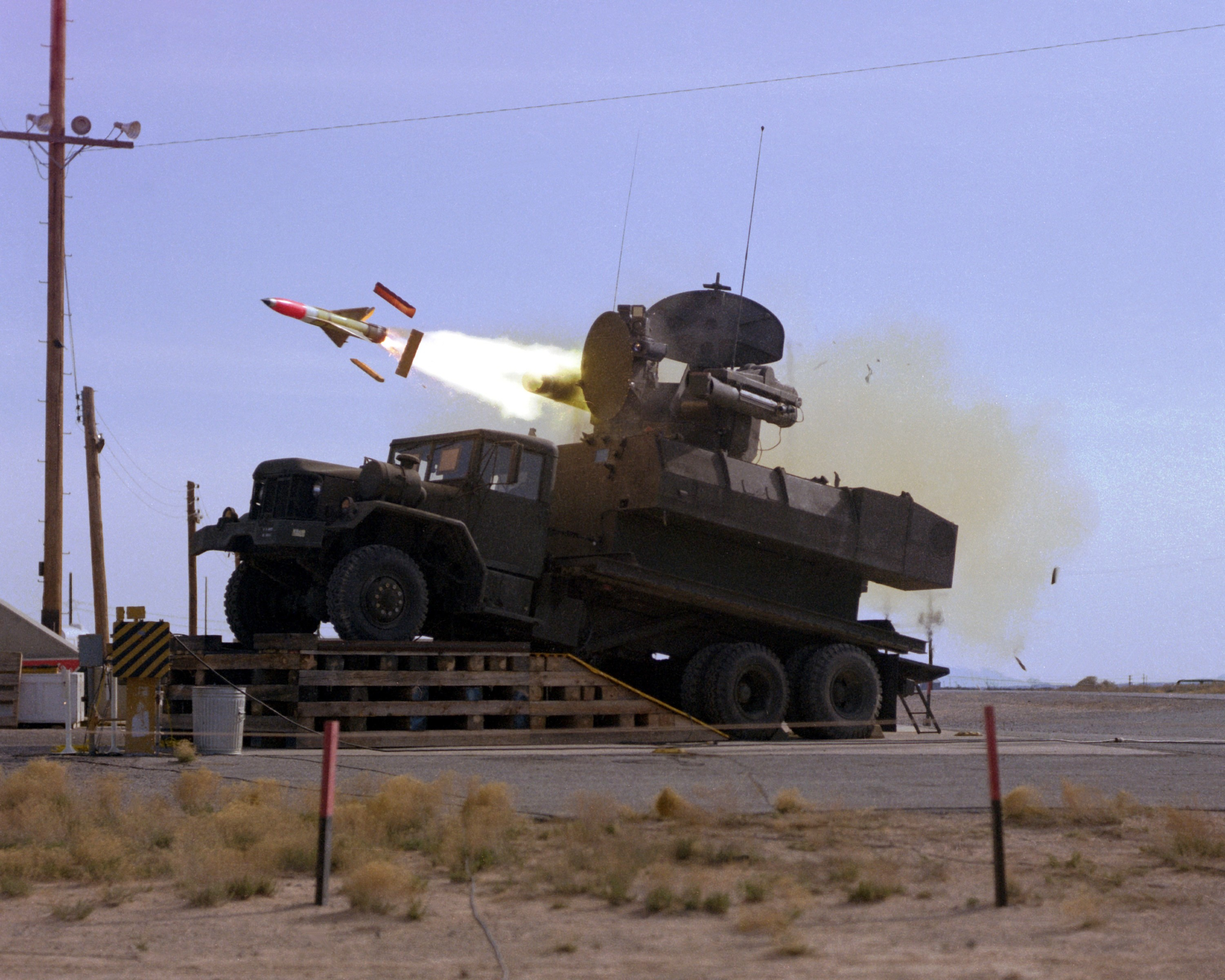
M812車台にローランド対空ミサイルを搭載した車両。1984年、アメリカ軍。

## 使用国
- アメリカ合衆国
- スペイン
- イタリア
- トルコ
- イスラエル
- 中華民国
- 大韓民国
- オーストラリア